# Oenopota
Oenopota là một chi ốc biển, là động vật thân mềm chân bụng sống ở biển trong họ Conidae, họ ốc cối.

## Các loài
Các loài thuộc chi Oenopota bao gồm:
- Oenopota admetoides (Okutani, 1968)[2]
- Oenopota alba Golikov & Scarlato, 1985[3]
- Oenopota bicarinata (Couthouy, 1838)[4]
- Oenopota biconica Bogdanov, 1989[5]
- Oenopota blaneyi (Bush, 1909)
- Oenopota brychia (Verrill, 1885)[6]: đồng nghĩa của Belomitra quadruplex
- Oenopota cancellata (Mighels & C. B. Adams, 1842)[7]
- Oenopota carioca Figueira & Absalão, 2010
- Oenopota casentina (Dall, 1919)[8]
- Oenopota cinerea (Møller, 1842)[9]
- Oenopota cingulata Golikov & Gulbin, 1977[10]
- Oenopota conspicienda (Locard, 1897)[11]: đồng nghĩa của Belomitra quadruplex
- Oenopota convexigyra Bouchet & Warén, 1980[12]
- Oenopota declivis (Lovén, 1846)[13]
- Oenopota diabula Figueira & Absalão, 2010
- Oenopota dictyophora Bouchet & Warén, 1980[14]
- Oenopota dubia Golikov & Scarlato, 1985[15]
- Oenopota elegans (Møller, 1842)[16]
- Oenopota elongata Bogdanov, 1989[17]
- Oenopota excurvata (Carpenter, 1864)[18]
- Oenopota exquisita (Bartsch, 1941)[19]
- Oenopota gilpini (Verkrüzen, 1878)[20]: nomen dubium
- Oenopota graphica (Locard, 1897)[21]
- Oenopota hanazakiensis (Habe, 1958)[22]
- Oenopota harpa (Dall, 1885)[23]
- Oenopota harpularioides Golikov & Fedjakov in Golikov, 1987[24]
- Oenopota harpularius (Couthouy, 1838)[25]
- Oenopota impressa (Mørch, 1869)[26]
- Oenopota inequita (Dall, 1919)[27]
- Oenopota kazusensis (Nomura, 1940)[28]
- Oenopota kinkasanensis Golikov & Gulbin, 1977[29]
- Oenopota koreni (Friele, 1886)[30]
- Oenopota kurilensis Bogdanov, 1989[31]
- Oenopota laticostulata Golikov & Scarlato, 1985[32]
- Oenopota levidensis (Carpenter, 1864)[33]
- Oenopota lyrata (Locard, 1897)[34]: đồng nghĩa của Belomitra quadruplex
- Oenopota maclaini (Dall, 1902)
- Oenopota magellanica (Martens, 1881)[35]
- Oenopota metschigmensis (Krause, 1886)[36]
- Oenopota multicostata (Verkrüzen, 1878)[37]: nomen dubium
- Oenopota murdochiana (Dall, 1885)[38]
- Oenopota obliqua (Sars G.O., 1878)[39]
- Oenopota obsoleta Golikov & Scarlato, 1985[40]
- Oenopota ogasawarana Okutani, Fujikura & Sasaki, 1993[41]
- Oenopota okudai Habe, 1958[42]
- Oenopota ovalis (Friele, 1877)[43]
- Oenopota pavlova (Dall, 1919)[44]
- Oenopota pingelii (Møller, 1842)[45]
- Oenopota pyramidalis (Ström, 1788)[46]
- Oenopota quadra (Dall, 1919)[47]
- Oenopota raduga Bogdanov, 1985[48]
- Oenopota rathbuni (A. E. Verrill, 1884)[49]
- Oenopota reticulata (Brown T., 1827)[50]
- Oenopota reticulosculpturata Sysoev, 1988[51]
- Oenopota rubescens (Jeffreys, 1876)[52]
- Oenopota rufus (Montagu, 1803)[53]
- Oenopota rugulatus (Reeve, 1846)[54]
- Oenopota sagamiana Okutani & Fujikura, 1992[55]
- Oenopota schantaricum (Middendorf, 1849)[56]
- Oenopota seraphina Figueira & Absalão, 2010
- Oenopota spelta (Locard, 1897)[57]: đồng nghĩa của Belomitra quadruplex
- Oenopota subturgida (A. E. Verrill, 1884)
- Oenopota subvitrea (A. E. Verrill, 1884)
- Oenopota tabulata (Carpenter, 1864)[58]
- Oenopota tenuicostata (Sars G.O., 1878)[59]
- Oenopota tenuistriata Golikov & Scarlato, 1985[60]
- Oenopota triphera (Golikov & Scarlato, 1967)[61]
- Oenopota undata (Verkrüzen, 1878)[62]: nomen dubium
- Oenopota uschakovi Bogdanov, 1985[63]
- Oenopota valentina Golikov & Gulbin, 1977[64]
- Oenopota violacea (Mighels & Adams, 1842)[65]
- Oenopota weirichi Engl, 2008[66]